# Combat de Montrelais
Chouannerie
La combat de Montrelais se déroula lors de la Chouannerie. 

## La bataille
Les succès remportés ont gonflé le moral des chouans, Scépeaux décide d’en profiter pour tenter une attaque sur les mines de Montrelais. Ces mines, important centre de production de charbon du bassin houiller de Basse Loire sont défendues par un cantonnement de 160 soldats, contre lesquels les chouans ont l’intention de se venger. Selon les récits des chefs Gourlet et Bellanger, ces soldats arrêtaient les pères et mères de chouans et avaient assassinés quatre vieillards.
Les chouans quittent Bonnœuvre et marchent toute la nuit, le 12 juin au matin, ils sont devant Montrelais. Le poste est complètement surpris, et les soldats prennent la fuite, selon le rapport des administrateurs républicains beaucoup ont été tués ou portés disparus et d’autres ont été faits prisonniers, parmi lesquels un sergent-major Duhardas d’Auteville qui serait un parent de Scépeaux. Les pertes des chouans ne sont pas connues mais Gourlet mentionne dans ses mémoires un nombre important de blessés. Les mineurs ont également pris la fuite pendant le combat. Les chouans maîtres de la place, incendient les machines et quelques maisons puis se retirent sur le bois de Rougé où ils relâchent leurs prisonniers.
Selon le récit laissé par le général Joseph Léopold Sigisbert Hugo dans ses mémoires, l'attaque fit environ 150 morts chez les Républicains : « C'est encore à cette époque que les mines de Montrelais, où nous fournissions un détachement avec le 2e bataillon de sapeurs, furent assaillies par une forte réunion de Chouans qui forcèrent nos retranchemens et nous tuèrent environ cent cinquante hommes. »